# آسمان‌ها تعظیم کردند
آسمان‌ها تعظیم کردند (به هندی: Jhuk Gaya Aasman) و (به انگلیسی: The Skies Have Bowed) فیلمی هندی محصول سال ۱۹۶۸ و به کارگردانی لک تاندون است. در این فیلم بازیگرانی همچون راجندرا کومار، سایرا بانو، پریم چوپرا و دورگا کوته ایفای نقش کرده‌اند.